# مقاطعة باسيفيك (واشنطن)
مقاطعة باسيفيك (بالإنجليزية: Pacific County)‏ هي إحدى مقاطعات ولاية واشنطن في الولايات المتحدة الأمريكية.